# Lejšovka
Lejšovka (deutsch Lettner) ist eine Gemeinde mit 220 Einwohnern in Tschechien. Sie liegt etwa dreizehn Kilometer nordöstlich der Stadt Hradec Králové (Königgrätz) und gehört zum Okres Hradec Králové in der Region Hradec Králové.

## Geographie

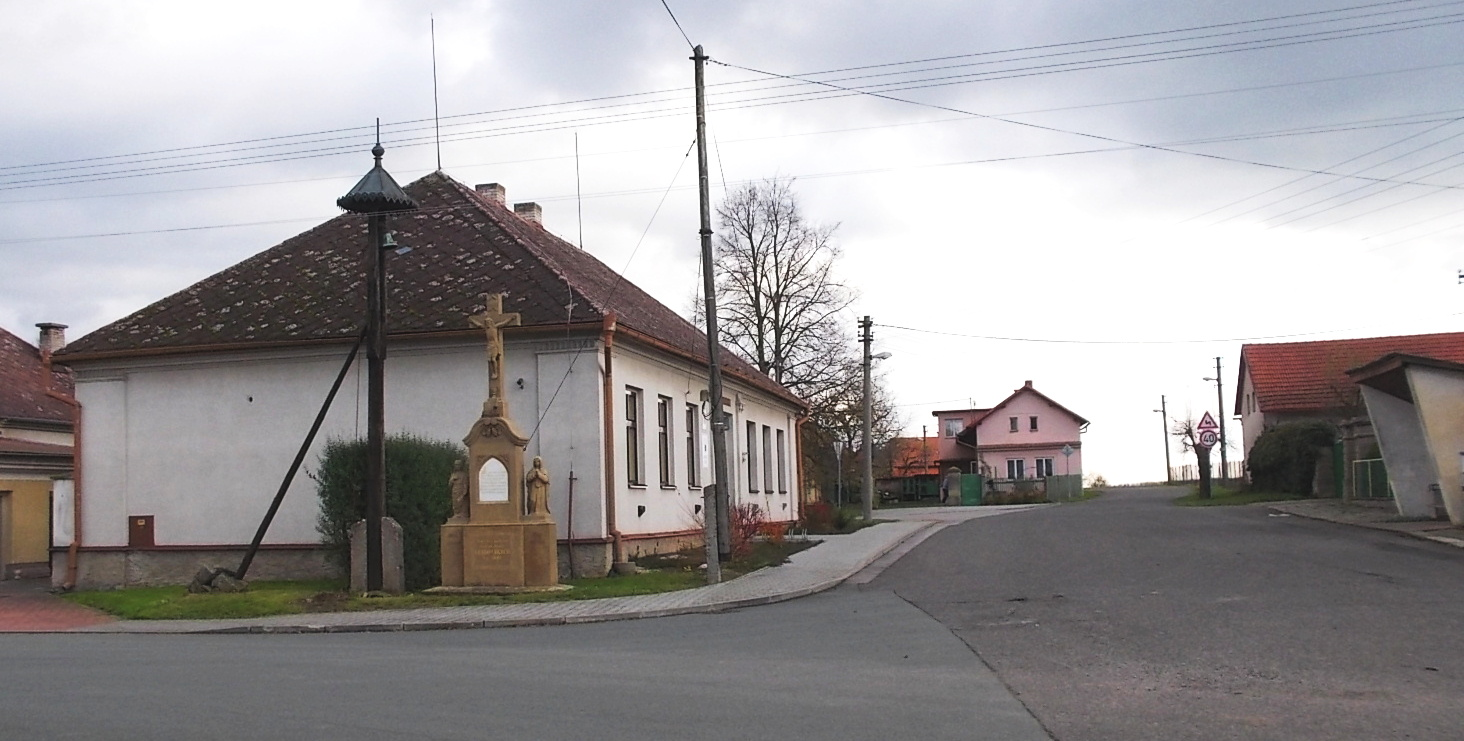
Ortszentrum von Lejšovka

Nachbarorte von Lejšovka sind Nový Ples im Norden, Libřice im Osten, Černilov im Süden, sowie Smržov im Westen. Die Gemeinde grenzt im Norden an den Okres Náchod. Die tschechische Hauptstadt Prag liegt etwa 111 Kilometer südwestlich von Lejšovka. Die gesamte Katasterfläche der Gemeinde beträgt 311 Hektar. Busverbindungen bestehen nach Hradec Králové und Jaroměř.

## Geschichte
„Lýšovec“ wurde im Jahr 1406 erstmals schriftlich erwähnt. Das zuständige Gemeindeamt hat seinen Sitz im Nachbardorf Smiřice. Vor Ort gibt es eine Bibliothek. Das kulturelle Leben in Lejšovka wird unter anderem von der örtlichen Freiwilligen Feuerwehr, zwei Jagdvereinen, sowie dem Fischereiverein geprägt. Letzterer ist auch für den Náveský-Teich im Ortskern zuständig.